# 天祥洋行
天祥洋行（英語：Dodwell & Co., Ltd.）是一所在中國上海創立，於世界各地設有辦事處的英資貿易公司，於1970年代初期被另一英資大行英之傑收購，而最終在1995年落入華資大行利豐手上。

## 歷史
1858年，英國柴郡絲織品生產商亞當遜（W.R. Adamson）在上海創辦亞當遜公司（W.R. Adamson & Co.），經營絲綢、茶葉等進出口貿易，並代理船務和保險業務。藉著五口通商之便而迅速發展，先後在香港、福州、漢口及日本等地開設分公司。
1890年代初期創辦人亞當遜退休後，公司業務大幅衰退並連年虧損，其英國公司航運業務負責人多德韋爾（G.B. Dodwell）於1891年開設天祥洋行，並接管亞當遜公司的商標及旗下全部業務，以防止公司的代理權遭競爭對手搶奪。
天祥洋行的總部設在倫敦，隨著業務發展而在全球各地開設辦事處，包括香港及中國內地的上海、漢口、福州、廣州、天津和重慶，並在日本的橫濱、神戶和東京及美國的紐約、舊金山、洛杉磯、西雅圖等地均有分支。直到1949年中華人民共和國成立後，天祥洋行全面撤離中國大陸，並加強在澳洲、東非及印度的市場發展以作彌補。
1970年代初期天祥洋行在北美投資的業務並未取得預期的成功，加上在日本的業務乏利，佔有公司大部分股權的多德韋爾家族成員及公司高層僱員，被迫同意將公司售予英之傑，其時天祥洋行旗下有天祥貿易、天祥精品、天祥國際採購及天祥香港採購等多家企業。
天祥洋行於併入英之傑後仍沿用自家品牌繼續經營，1977年英之傑購入銅鑼灣伊利莎伯大廈多層單位作為集團香港總部，旗下附屬相繼遷入，惟獨天祥洋行留守尖沙咀香港酒店的辦事處，彰顯其獨特地位。但最終仍難逃被分拆的命運，其在香港及日本的業務被合併加入英之傑採購服務（Inchape Buying Services，簡稱IBS），而在加拿大、肯尼亚、巴拿馬等地的業務則歸入英之傑航運服務（Inchcape Shipping Services）。
英之傑在1960年代後期進軍香港市場，成立英之傑(香港)有限公司，先後收購多家百年老店以壯大業務，首先收購仁記洋行（Gibb Livingston & Co.），繼而太平洋行（Gilman & Co., Ltd.）亦落入手中，於吞併天祥洋行後，由於集團業務過份膨脹，對旗下附屬公司逐漸失去控制能力，在各自為政下出現業務重疊，更有相互競爭的問題，業績不進反退。
1987年英之傑將香港的公司架構和業務進行重組以配合集團的新發展策略，成立英之傑太平洋有限公司作為地區總部及控股公司，負責包括香港、中國大陸、台灣、澳門、菲律賓、越南、老撾及柬埔寨等地區的業務，加強對旗下附屬公司的管理，集中發展汽車經銷、市場拓展和商業服務等三大核心業務。其時總部設在香港的英之傑採購服務在全球17個國家或地區設有20個採購辦事處，員工合共超過1,000人，於1992年營業額達到約7億美元，是香港排名前三位的貿易公司之首，其次是利豐貿易，而第三位的是太古貿易（Swire & Maclaine Ltd.）。
排名貿易公司次席的利豐貿易，當時其出口業務極端依賴美國市場，分佔公司營業總額和經營溢利的99%和92%，而成衣約佔營業總額的75%，為求推動公司多元化發展，利豐尋求收購以達成均衡其在出口地域和產品分布的目的，並將目標鎖定在多年的競爭對手英之傑採購服務。利豐於1992年重組再次上市並於出售系內一家美國禮品公司的股權獲得大筆現金收入，而英之傑亦希望透過業務重組專注發展其汽車經銷業務，雙方一拍即合，於1995年7月1日利豐以不超過4.5億港元收購英之傑採購服務，以現金分三期支付，於收購完成先付2.75億港元，餘下1.75億港元分兩期在1995年度及1996年度業績公佈後支付。收購包括英之傑採購服務擁有的若干商標和標誌，主要是天祥（Dodwell）的名稱和標誌，利豐將英之傑採購服務更名天祥有限公司，延續其百年傳統。